# Tromatobia pacifica
Tromatobia pacifica là một loài tò vò trong họ Ichneumonidae.